# 佐々木舞 (ソフトテニス選手)
佐々木 舞（ささき まい、1987年8月16日 - ）は、北海道出身のソフトテニス選手。

## 来歴
札幌龍谷高校、NTT西日本広島。
2011年世界ソフトテニス選手権ダブルス優勝。

## 四大国際大会戦績
- 2008アジア選手権　国別対抗団体戦銀メダル　ダブルスベスト8（佐々木舞・堀越敦子）
- 2010アジア競技大会　国別対抗団体戦金　ダブルス銅メダル（佐々木舞・大庭彩加）
- 2011世界選手権　ダブルス金メダル（佐々木舞・大庭彩加）　国別対抗団体戦銀メダル

## 主な戦績
- 2006皇后賜杯全日本ソフトテニス選手権　ベスト8（佐々木舞・大庭彩加）
- 2007皇后賜杯全日本ソフトテニス選手権　ベスト8（佐々木舞・大庭彩加）
- 2008皇后賜杯全日本ソフトテニス選手権　優勝（佐々木舞・堀越敦子）
- 2010皇后賜杯全日本ソフトテニス選手権　優勝（佐々木舞・大庭彩加）
- 2011皇后賜杯全日本ソフトテニス選手権　ベスト8（佐々木舞・大庭彩加）
- 2014皇后賜杯全日本ソフトテニス選手権　優勝（佐々木舞・大庭彩加）

- 2007全日本シングルス選手権　ベスト8
- 2008全日本シングルス選手権　ベスト8
- 2011全日本シングルス選手権　準優勝

- 2009全日本インドアソフトテニス選手権　優勝（佐々木舞・大庭彩加）
- 2011全日本インドアソフトテニス選手権　優勝（佐々木舞・大庭彩加）
- 2012全日本インドアソフトテニス選手権　第三位（佐々木舞・大庭彩加）
- 2013全日本インドアソフトテニス選手権　第三位（佐々木舞・大庭彩加）
- 2015全日本インドアソフトテニス選手権　第三位（佐々木舞・大庭彩加）